# サンタルヴェ (ロンドン)
『サンタルヴェ』（リトアニア語: Santarvė）は、1953年から1958年まで英国ロンドンで発行されていたリトアニア語の雑誌。リトアニア人団体「サンタルヴェ」が出版した。全42号。編集者はファビヨナス・ネヴェラヴィチュス (Fabijonas Neveravičius) 。
そのほか、ブロニース・ライラも在米代表としてサンタルヴェの出版に協力していた。